# La Mojonera
La Mojonera là một đô thị thuộc tỉnh Almería, ở cộng đồng tự trị Andalusia, Tây Ban Nha. Đô thị này có diện tích 24 km², dân số năm 2005 là 7900 người.

## Biến động dân số
| 1999  | 2000  | 2001  | 2002  | 2003  | 2004  | 2005  |
| ----- | ----- | ----- | ----- | ----- | ----- | ----- |
| 6,582 | 6,590 | 6,901 | 7,275 | 7,670 | 7,746 | 7,900 |

Nguồn: INE (Tây Ban Nha)